# Kathi Meyer-Baer
Kathi Meyer-Baer (geboren als Katharina Gertrud Meyer; * 27. Juli 1892 in Berlin; † 3. Januar 1977 in Atlanta) war eine deutsch-amerikanische Musikhistorikerin und Musikbibliothekarin. Sie war eine der ersten Frauen, die in Musikwissenschaften promoviert wurden, und gilt noch heute als eine bedeutende Musikwissenschaftlerin. In ihren Frankfurter Jahren (1922–1938) betreute sie als Bibliothekarin und wissenschaftliche Mitarbeiterin die wertvolle Musikbibliothek von Paul Hirsch und leitete als Kuratorin die Ausstellung „Musik im Leben der Völker“.

## Leben und Wirken
Kathi (Katharina Gertrud) Meyer wurde als Tochter des jüdischen Bankiers Martin Meyer und seiner Frau Gertrude Meyer (geb. Salinger) geboren, wuchs in einem bildungsorientierten Haus auf und erhielt Klavierunterricht. Nach ihrem Abitur am Charlottenburger Mädchengymnasium studierte sie an der Berliner Universität bei Johannes Wolf und Hermann Kretzschmar Musikwissenschaft und bei Carl Stumpf Tonpsychologie. Promoviert wurde sie in Leipzig mit einer Doktorarbeit bei Hugo Riemann über den chorischen Gesang von Frauen, die Kretzschmar zuvor abgelehnt hatte.
Nach Tätigkeiten in der Frauenbildung in München und Publikationen in musikwissenschaftlichen Fachzeitschriften über musikästhetische Themen entschloss sie sich – als Frau und Jüdin chancenlos, eine Anstellung im akademischen Betrieb der Weimarer Republik zu erlangen –, 1922 nach Frankfurt am Main überzusiedeln, um dort die Aufgaben einer Musikbibliothekarin und wissenschaftlichen Mitarbeiterin in der wegen ihrer umfangreichen und wertvollen Bestände berühmten privaten Musikbibliothek von Paul Hirsch zu übernehmen. Ende der 1920er Jahre konnte sie auch eine fachliche Ausbildung zur Musikbibliothekarin nachholen, die sie an der Preußischen Staatsbibliothek zu Berlin und der Frankfurt Stadtbibliothek absolvierte. In der Musikbibliothek von Paul Hirsch war sie auch für die Herausgabe des Katalogs der Bibliothek verantwortlich. Er erschien schließlich in den Jahren 1928–1947 in Berlin, Frankfurt und Cambridge und dient Musikern und Wissenschaftlern bis heute als ein wichtiges musikbibliographisches Nachschlagewerk. Kathi Meyer ging in ihren Frankfurter Jahren auch einer ausgedehnten journalistischen Tätigkeit nach, u. a. für die Frankfurter Zeitung, und veröffentlichte in verschiedenen Fachzeitschriften Ergebnisse eigener Forschungen.
1927 zeichnete sie als leitende Kuratorin und Herausgeberin des Katalogs für die Ausstellung „Musik im Leben der Völker“ in Frankfurt am Main verantwortlich. Die Ausstellung umfasste neben kulturhistorischen auch sozialgeschichtliche, psychologische, ethnologische und technische Aspekte von Musik und wurde als „musikalische Weltausstellung“ tituliert. Die Musikwissenschaft wurde hier von Kathi Meyer als eine sich modernisierende Disziplin präsentiert. Paul Hirsch konnte den Bibliotheksbetrieb bis Ende 1935 aufrechterhalten und seine Sammlung 1936 nach England überführen, von wo aus er mit Kathi Meyer über ihre gemeinsame Arbeit an der Herausgabe des Katalogs der Bibliothek jahrelang korrespondierte.
Am 6. April 1934 heiratete Kathi Meyer den Frankfurter Kaufmann Kurt Baer (später Curtis O. Baer). Ihren gemeinsamen Sohn George Martin (1936–2009) brachte sie während eines Besuchs in England im Januar 1936 zur Welt, um ihm die englische Staatsbürgerschaft zu ermöglichen. Die Familie Meyer-Baer ging im Frühjahr 1938 ins Exil, zunächst nach Paris, wo Kathi Meyer-Baer ihre wissenschaftliche Publikationsarbeit fortsetzte, dann gelang ihr im Frühjahr 1940 schließlich die Flucht in die USA. Auch dort gelang es ihr nicht, eine längerfristige und ihren Qualifikationen angemessene Position an einer Forschungseinrichtung oder einer Bibliothek zu erhalten. Sie arbeitete bis zu ihrem Tod als freiberufliche Musikwissenschaftlerin. Verschiedene Stipendien ermöglichten ihr Forschungsreisen nach Europa und wissenschaftliche Publikationen in Zeitschriften und in Buchform.
Ihr bibliothekspraktisches und publizistisches Wirken war darauf gerichtet, die Fülle der Überlieferung der europäischen Musikgeschichte katalogisierend und räsonierend zu erfassen, zu bewahren und zu interpretieren. Ihr Hauptaugenmerk richtete sie dabei besonders auf die Frühzeit des Mittelalters und die Entstehungszeit des Notendrucks, und sie kümmerte sich besonders um die beschreibende Erfassung von Inkunabeln. Ein weiterer Schwerpunkt ihrer musikpublizistischen Produktion lag auf der Diskussion musikästhetischer Fragen, wobei sie den Zugang von phänomenologischer Seite suchte und sich kritisch mit Stilfragen auseinandersetzte. Ihre Ansichten und die Resultate ihrer Forschungen müssen von der Geschichtsschreibung der deutschen Musikwissenschaft erst noch verarbeitet werden.
Kathi Meyer-Baer starb Anfang Januar 1977 nur wenige Wochen nach dem Tod ihres Ehemannes im November 1976 im Alter von 84 Jahren in Atlanta.

## Publikationen
Bis zu ihrer Heirat 1934 publizierte die Musikwissenschaftlerin unter dem Namen Kathi Meyer.

### Bücher
- Der chorische Gesang der Frauen mit besonderer Bezugnahme seiner Betätigung auf geistlichem Gebiet bis zur Zeit um 1800. Breitkopf & Härtel, Leipzig 1917.
- Das Konzert. Ein Führer durch die Geschichte des Musizierens in Bildern und Melodien. Engelhorn, Stuttgart 1925.
- Bedeutung und Wesen der Musik. Der Bedeutungswandel der Musik (= Sammlung musikwissenschaftlicher Abhandlungen 5). Heitz, Strasbourg 1932 (Reprint: Valentin Koerner, Baden-Baden 1975).
- Liturgic Music Incunabula. A Descriptive Catalogue. The Bibliographical Society, London 1962.
- Music of the Spheres and the Dance of the Death. Studies in Musical Iconology. Princeton University Press, Princeton 1970.

### Als Herausgeberin
- Hercole Bottrigari: Il Desiderio overo de’concerti di varii strumenti musicali (= Veröffentlichungen der Musikbibliothek Paul Hirsch. Reihe 1, hrsg. von Johannes Wolf und Paul Hirsch, Bd. 5), Martin Breslauer, Berlin 1924.
- Katalog der internationalen Ausstellung „Musik im Leben der Völker“. Frankfurt am Main 11. Juni – 28. August 1927. Werner & Winter, Frankfurt am Main 1927.
- Katalog der Musikbibliothek Paul Hirsch (= Veröffentlichungen der Musikbibliothek Paul Hirsch. Reihe 2), Frankfurt am Main (zusammen mit Paul Hirsch).
- Bd. 1: Theoretische Drucke bis 1800. Martin Breslauer, Berlin 1928.
- Bd. 2: Opern-Partituren. Martin Breslauer, Berlin 1930.
- Bd. 3: Instrumental- und Vokalmusik bis etwa 1830. Privatdruck, Frankfurt am Main 1936.
- Bd. 4: Erstausgaben, Chorwerke in Partitur, Gesamtausgaben, Nachschlagewerke, etc., Ergänzungen zu Bd. 1–3. Cambridge University Press, Cambridge 1947.

### Beiträge in wissenschaftlichen Zeitschriften und Sammelbänden
- Ein Beitrag zu dem Bilde Francesco Guardis in der Älteren Pinakothek. In: Kunstchronik, Jg. 43 (1917), S. 516–519.
- Das Amptbuch des Johannes Meyer. Ein Beitrag zur Geschichte des Musikbetriebes in den Klöstern des Mittelalters. In: Archiv für Musikwissenschaft, Jg. 1 (1918/1919), S. 166–178.
- Ein historisches Lied aus dem Frauenkloster zu St. Gallen. In: Zeitschrift für Musikwissenschaft. Jg. 1 (1918/1919), S. 269–277.
- Kants Stellung zur Musikästhetik. In: Zeitschrift für Musikwissenschaft, Jg. 3 (1920/1921), S. 470–482.
- Das Offizium und seine Beziehung zum Oratorium. In: Archiv für Musikwissenschaft, Jg. 3 (1921), S. 371–404.
- Der Einfluss der gesanglichen Vorschriften auf die Chor- und Emporenanlagen in den Klosterkirchen. In: Archiv für Musikwissenschaft, Jg. 4 (1921/1922), S. 155–168.
- Zum Stilproblem in der Musik. In: Zeitschrift für Musikwissenschaft, Jg. 5 (1923), S. 316–332.
- Ein Musiker des Göttinger Hainbundes. Joseph Martin Kraus. In: Zeitschrift für Musikwissenschaft, Jg. 9 (1926/1927), S. 468–486.
- Über Musikbibliographie. In: Walter Lott u. a. (Hrsg.): Musikwissenschaftliche Beiträge. Festschrift für Johannes Wolf zu seinem 60. Geburtstage. Martin Breslauer, Berlin 1929 (Reprint 1978).
- Goethe und die Musik, Ausstellungskatalog, Frankfurt 1932.
- Un ballet à Cassel au XVIIe siècle. In: La revue musicale. Jg. 16 (1935), S. 195–198.
- The Printing of Music 1473–1934. In: The Dolphin, Jg. 2 (1935), S. 171–207 (zusammen mit Eva Judd O’Meara).
- Was sind musikalische Erstausgaben? In: Philobiblon, Jg. 8 (1935), S. 181–184.
- Die Musikdrucke in den liturgischen Inkunabeln von Wenssler und Kilchen. In: Gutenberg-Jahrbuch, 1935, S. 117–126.
- The Liturgical Music Incunabula in the British Museum. Germany, Italy, and Switzerland. In: The Library. Transactions of the Bibliographical Society (4th Series), Jg.  20 (1939), S. 272–294.
- Die Illustrationen in den Musikbüchern des 15.–17. Jahrhunderts. In: Philobiblon. Jg. 12 (1940), S. 205–212, S. 278–292.
- Artaria Plate Numbers. In: Notes, Ser. 1, Nr. 15, 1942, S. 1–22 (zusammen mit Inger M. Christensen).
- Early Breitkopf & Härtel Thematic Catalogues of Manuscript Music. In: Musical Quarterly, Jg. 30 (1944), S. 163–173.
- Michel de Toulouze. The First Printer of Measured Music? In: Music Review, Jg. 7 (1946), S. 178–182.
- Nicholas of Cusa on the Meaning of Music. In: Journal of Aesthetics and Art Criticism, Jg. 5 (1947), S. 301–308.
- Musical Iconology in Raphael’s Parnassus. In: Journal of Aesthetics and Art Criticism, Jg. 8 (1949), S. 87–96.
- The Eight Gregorian Modes on the Cluny Capitals. In: Art Bulletin, Jg. 34 (1952), S. 75–94.
- Psychologic and Ontologic Ideas in Augustine’s De Musica. In: Journal of Aesthetics and Art Criticism, Jg. 11 (1953), S. 224–230.
- St. Job as a Patron of Music. In: Art Bulletin, Jg. 36 (1954), S. 21–31.
- Saints of Music. In: Musica Disciplina, Jg. 9 (1955), S. 11–33.
- Some Remarks on the Problems of the Basse-dance. In: Tijdschrift der Vereeniging voor Noord-Nederlands Muziekgeschiedenis, Jg. 17 (1955), S. 251–277.
- Music in Dante’s Divina Commedia. In: Jan LaRue (Hrsg.): Aspects of Medieval and Renaissance Music. A Birthday Offering to Gustave Reese. W. W. Norton, New York 1966, S. 614–627.
- From the Office of the Hours to the Musical Oratorio. In: Music Review, Jg. 32 (1971), S. 156–171.

### Unveröffentlicht
- Verzeichnisse von Texten zu Kantaten Georg Philipp Telemanns. Manuskript, Frankfurt am Main: Universitätsbibliothek, ca. 1930 (Signatur HB 20: G 920).[1]